# Lycodes caudimaculatus
Lycodes caudimaculatus és una espècie de peix de la família dels zoàrcids i de l'ordre dels perciformes.

## Morfologia
- Els mascles poden assolir 22,2 cm de longitud total.[4][5]

## Depredadors
És depredat per Synagrops japonicus.

## Hàbitat
És un peix marí, de clima temperat i demersal que viu entre 146-293 m de fondària.

## Distribució geogràfica
Es troba al Japó.

## Observacions
És inofensiu per als humans.